# 波特迪凯尔西
波特迪凯尔西（法語：Porte-du-Quercy，法語發音：[pɔʁt dy kɛʁsi]）是法国洛特省的一个市镇，属于卡奥尔区。该市镇于2019年由原市镇勒布尔韦、法尔格、圣马特雷和索克斯合并而成，行政中心位于勒布尔韦。

## 地名
“波特迪凯尔西”（Porte-du-Quercy）一名在法语中意为“凯尔西之门”。

## 地理
波特迪凯尔西（44°25'15"N, 1°8'54"E）面积49.02 平方千米，位于法国奧克西塔尼大區洛特省，该省份为法国西南部内陆省份，北起顺时针与科雷兹省、康塔爾省、阿韦龙省、塔恩-加龙省、洛特-加龍省和多尔多涅省接壤。
与波特迪凯尔西接壤的市镇（或旧市镇、城区）包括：凯尔西地区蒙泰居、白色凯尔西地区蒙屈克、凯尔西地区巴格洛讷、贝莱、弗洛雷萨、塞里尼亚克、马斯基耶尔、库尔比亚克、卡尔纳克-鲁菲亚克、格雷泽尔。
波特迪凯尔西的时区为UTC+01:00、UTC+02:00（夏令时）。

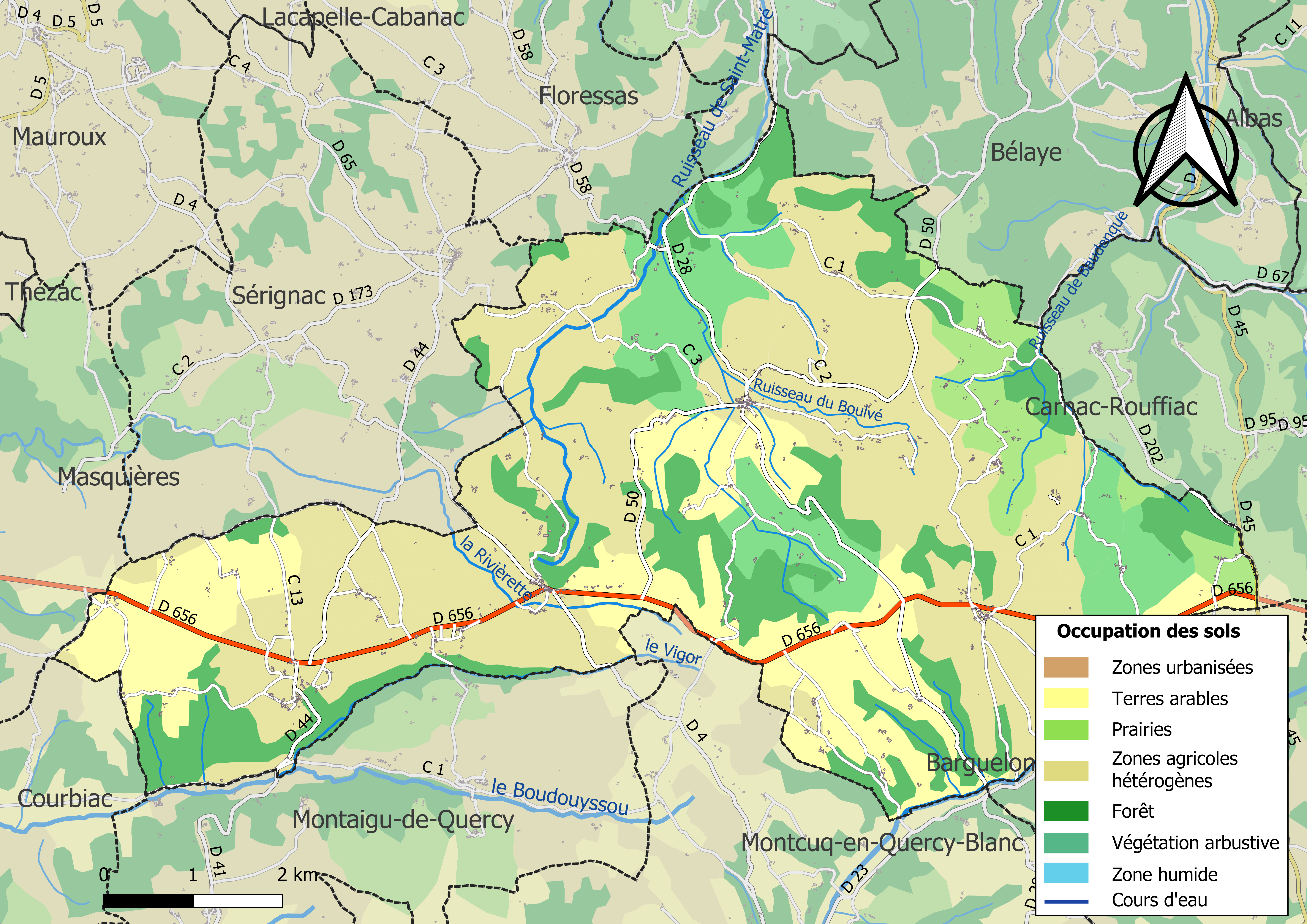
波特迪凯尔西的OSM定位图

## 行政
波特迪凯尔西的邮政编码为46800，INSEE市镇编码为46033。

## 政治
波特迪凯尔西所属的省级选区为皮莱韦克县。

## 人口
波特迪凯尔西于2022年1月1日时的人口数量为534人。